# Eurovision Young Musicians 2016
Het Eurovision Young Musicians 2016 was de achttiende editie van het muziekfestival. De finale vond plaats op 3 september 2016. Al voor de tweede maal op rij in Keulen. Duitsland organiseerde hiermee het festival al voor de derde keer.

## Format
Het format wijzigde lichtjes ten opzichte van de voorgaande editie. Aanvankelijk zouden de voorrondes uit de vorige editie worden vervangen door een halve finale. Maar omdat er slechts elf landen deelnamen werd de halve finale geschrapt.
De eerste plaats verdiende een geldprijs van €10.000, de tweede plaats was goed voor €7000 en de derde plaats leverde €3000 op.

## Uitslag

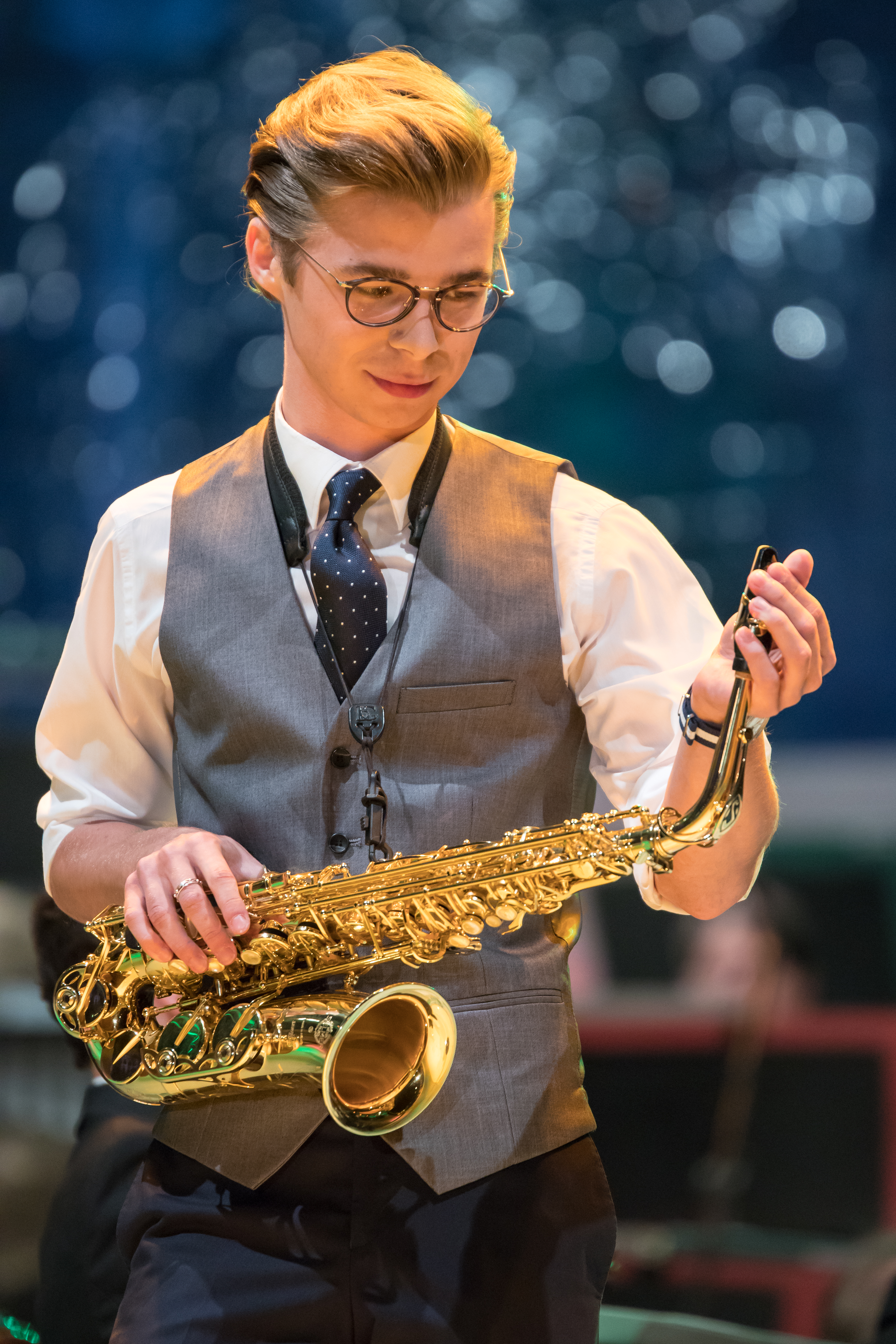
Łukasz Dyczko

| Plaats | Land       | Muzikant             | Instrument |
| ------ | ---------- | -------------------- | ---------- |
| 1      | Polen      | Łukasz Dyczko        | Saxofoon   |
| 2      | Tsjechië   | Robert Bílý          | Piano      |
| 3      | Oostenrijk | Dominik Wagner       | Contrabas  |
| -      | Duitsland  | Raul Maria Dignola   | Hoorn      |
| -      | Hongarije  | Roland Attila Jakab  | Viool      |
| -      | Kroatië    | Marko Martinović     | Tambura    |
| -      | Malta      | Dmitry Ishkhanov     | Piano      |
| -      | Noorwegen  | Ludvig Gudim         | Viool      |
| -      | San Marino | Francesco Stefanelli | Cello      |
| -      | Slovenië   | Zala Vidic           | Cello      |
| -      | Zweden     | Eliot Nordqvist      | Piano      |

## Wijzigingen

Deelnemende landen
Landen die in het verleden deelgenomen hebben, maar dit jaar afwezig zijn

### Debuterende landen
- San Marino: Op 9 maart 2016 maakte de San Marinese omroep SMRTV bekend dat het land zal debuteren op de achttiende editie van het muziekfestival.

### Terugtrekkende landen
- Griekenland: Dit land stond niet op de officiële deelnemerslijst van 9 maart 2016.
- Moldavië: Dit land stond niet op de officiële deelnemerslijst van 9 maart 2016.
- Nederland: Ondanks dat de Nederlandse omroep mee gekozen heeft voor het gastland stond het land niet op de officiële deelnemerslijst van 9 maart 2016.
- Portugal: Dit land stond niet op de officiële deelnemerslijst van 9 maart 2016.

1982 · 1984 · 1986 · 1988 · 1990 · 1992 · 1994 · 1996 · 1998 · 2000 · 2002 · 2004 · 2006 · 2008 · 2010 · 2012 · 2014 · 2016 · 2018 · 2022 · 2024
Zie ook: Eurovisiedansfestival · Eurovisiesongfestival · Junior Eurovisiesongfestival · Eurovision Young Dancers · Eurovision Choir